# August Tewes
Heinrich August Tewes, ab 1910 von Tewes, (* 22. Mai 1831 in Achim bei Bremen; † 11. Februar 1913 in Wien) war ein deutsch-österreichischer Rechtswissenschaftler, Rechtshistoriker und Hochschullehrer.

## Leben

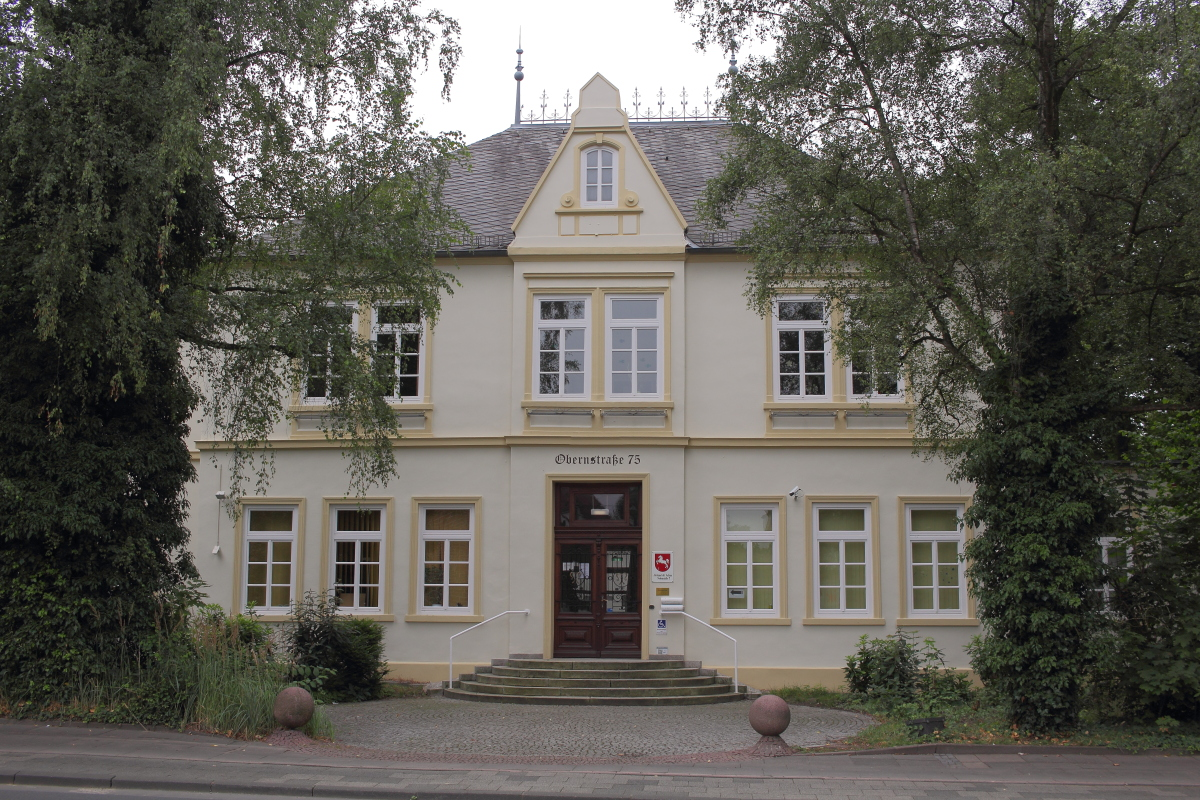
Teweshaus

Tewes war Sohn des Obergerichtanwalts Heinrich August Tewes sen. Er wuchs im Teweshaus auf, das später als Rathaus und heute als Außenstelle des Amtsgerichts in Achim dient. Er absolvierte von 1846 bis 1850 das Lyzeum Hannover. 1851 ging er zum Studium der Rechtswissenschaft an die Universität Göttingen, 1852 an die Universität Berlin, 1853 an die Universität Tübingen und anschließend noch an die Universitäten von Leipzig und Kiel, bevor er 1855 in den hannoverschen Staatsdienst eintrat. Hier wurde er 1858 Obergerichtsauditor am Obergericht Göttingen.
Tewes blieb auf Anraten seines Leipziger Lehrers Karl Georg von Wächter an einer akademischen Laufbahn interessiert. So bereitete er sich parallel zum Staatsdienst auf die Promotion zum Doktor der Rechte vor, die schließlich 1858 an der Göttinger Universität erfolgte. In dieser Zeit konvertierte er zum römisch-katholischen Glauben. Ein engerer Kontakt mit Friedrich Bernhard Maassen brachte ihn dazu, da Maassen junge Gelehrte für die rechtshistorischen Fächer in Österreich gewinnen wollte, dass er sich an der Universität Innsbruck 1859 zum Privatdozenten für Römisches Recht habilitierte. Er folgte Maassen an die Universität Graz, an der er 1861 zum Privatdozenten des Römischen Rechts ernannt wurde. Hier freundete er sich mit dem Professor des Römischen Rechts Georg Sandhaas an.
Tewes erhielt 1863 an der Grazer Universität eine Stelle als außerordentlicher Professor, dann 1871 eine Stelle als ordentlicher Professor des Römischen Rechts. Er war 1883/1884, 1892/1893 und 1900/1901 Dekan und 1889/1890 Rektor der Universität. Als Rektor machte er sich um den Neubau der Universität sehr verdient.
Tewes wurde zum Hofrat ernannt und erhielt 1891 den Orden der Eisernen Krone III. Klasse. Schließlich wurde er 1910 in den Adelsstand erhoben.

## Werke (Auswahl)
- System des Erbrechts nach heutigem römischen Recht: zum academischen Gebrauch, 2 Bände, Breitkopf und Härtel, Leipzig 1863–1864.
- Die Pflichten und Befugnisse der Geschwornen auf Grund des Gesetzes vom 9. März 1869, Verlag der Vereinsdruckerei, Graz 1870.
- Grundriß zu Vorlesungen über Institutionen und Geschichte des römischen Rechts, 1886.
- Schule, Universitat, Akademie: aus dem Cyclus der Vortrage des Collegium publicum, "de rebus academicis", Leuschner & Lubensky, Graz 1887.